# Euphyia deltoidata
Euphyia deltoidata là một loài bướm đêm trong họ Geometridae.